# Niesaß (Oberviechtach)
Niesaß ist ein Ortsteil der Stadt Oberviechtach im Oberpfälzer Landkreis Schwandorf in Bayern.

## Geographische Lage
Niesaß liegt an der Staatsstraße 2398 ungefähr 1,5 km südlich von Oberviechtach auf dem Südrand des Oberviechtacher Granitbeckens.

## Geschichte
Niesaß wird im Musterungsprotokoll von 1587 erstmals schriftlich erwähnt.
Es gehörte zur Gemeinde Obermurach.
Zum Stichtag 23. März 1913 (Osterfest) wurde Niesaß als Teil der Pfarrei Oberviechtach mit neun Häusern und 52 Einwohnern aufgeführt.
Am 31. Dezember 1990 hatte Niesaß 32 Einwohner und gehörte zur Pfarrei Oberviechtach.

## Bildergalerie

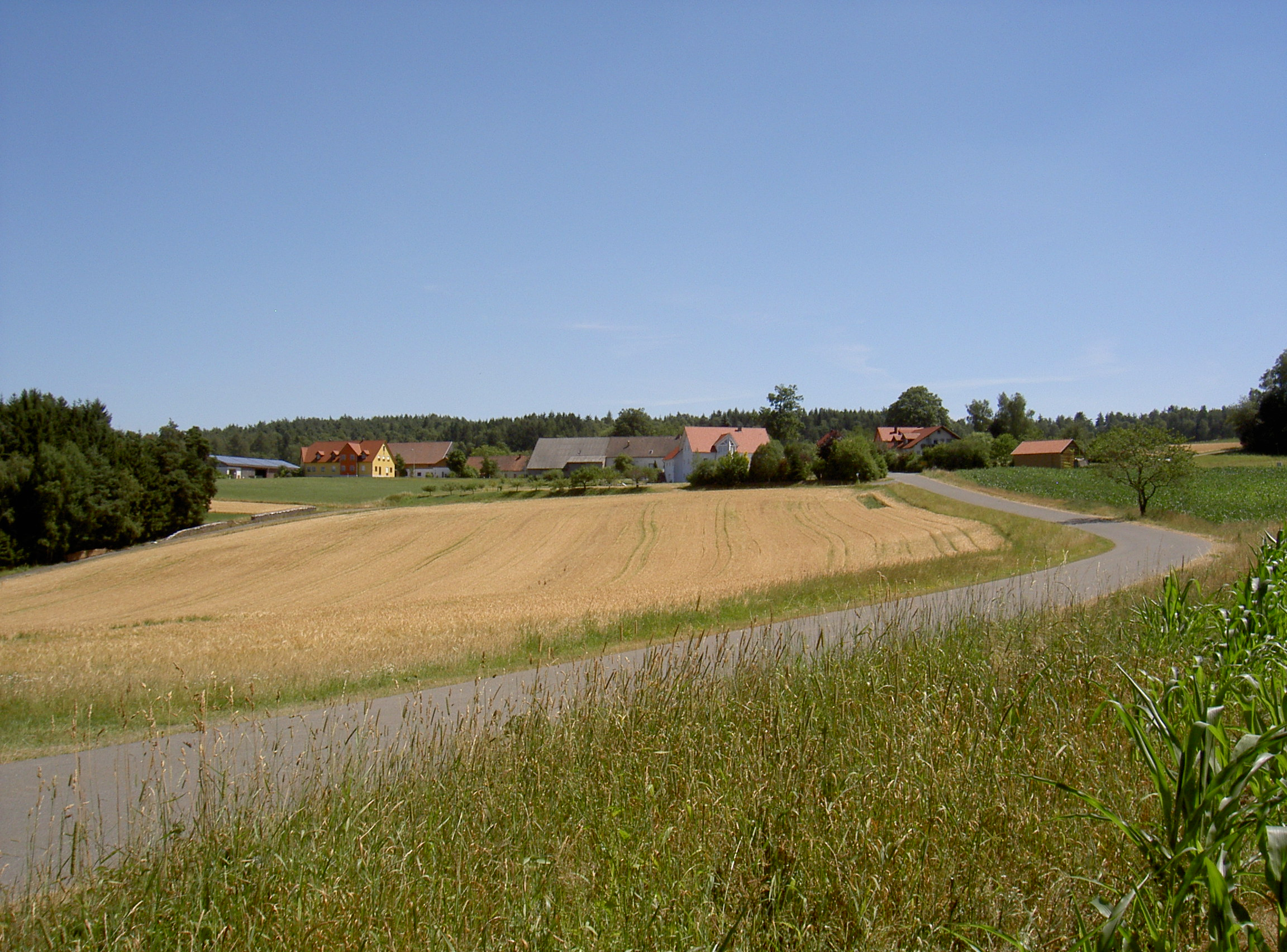
Niesaß (2013)
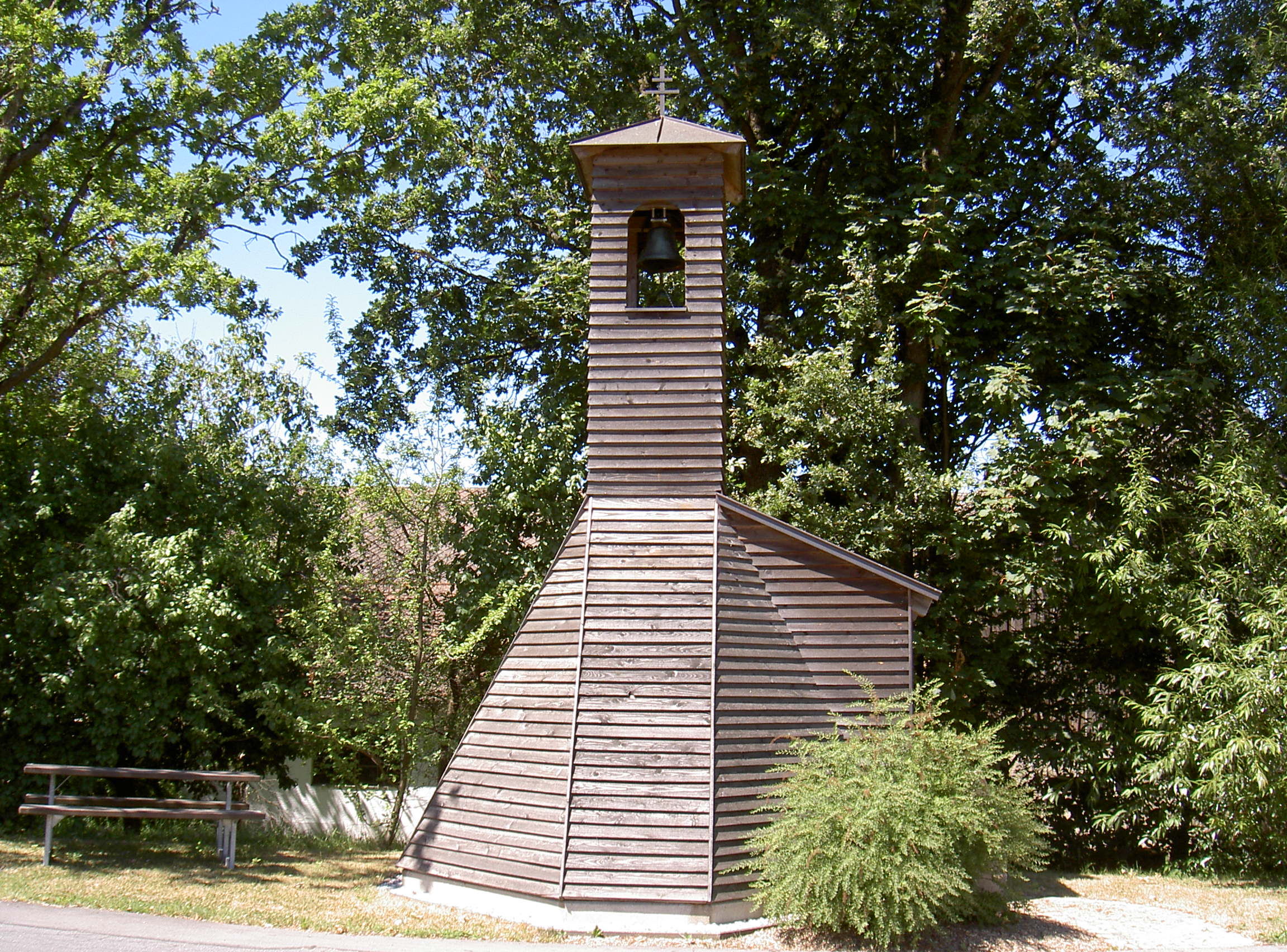
Niesaß hölzerner Glockenturm
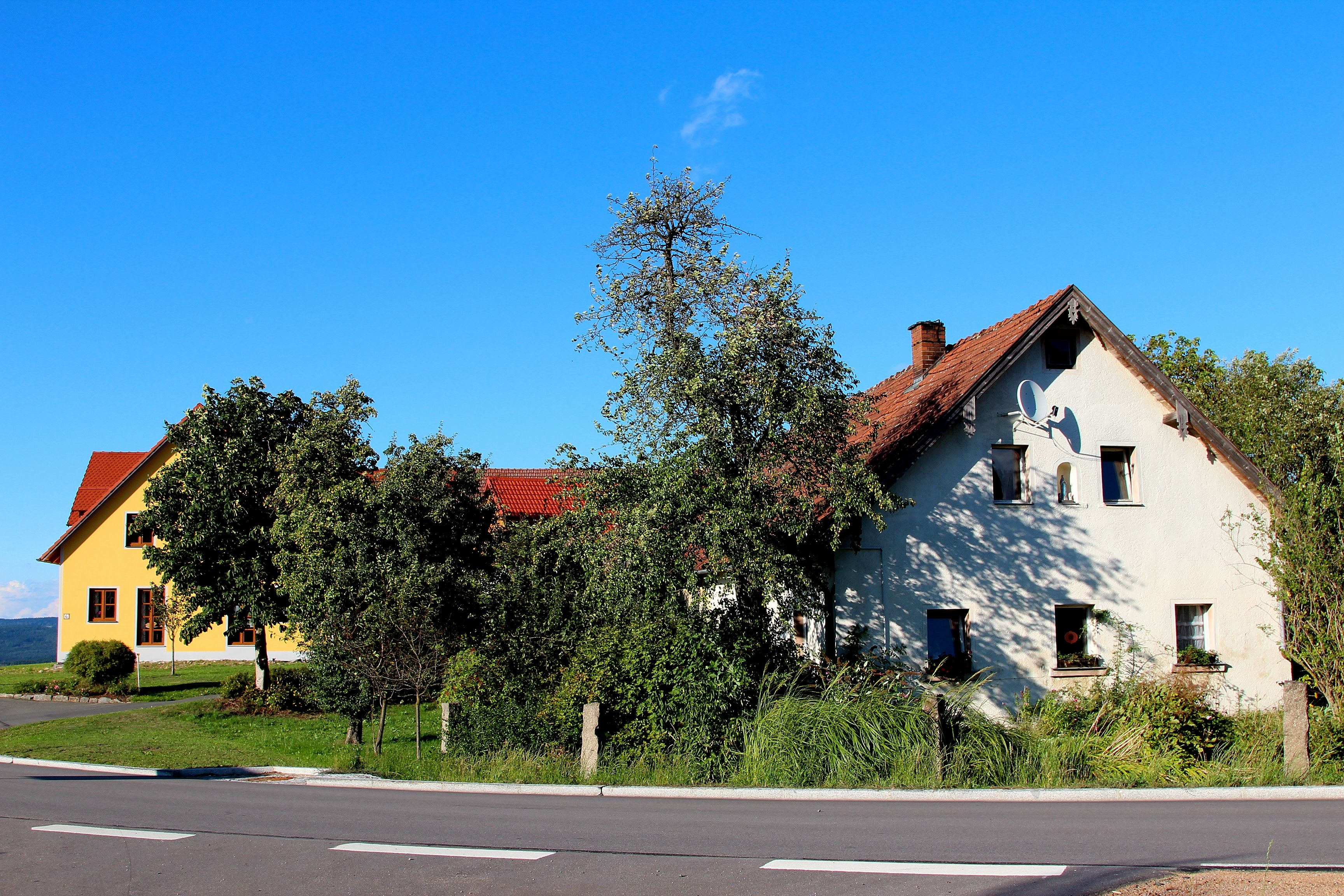
Niesaß (2013)